# Halticoptera umbraculata
Halticoptera umbraculata is een vliesvleugelig insect uit de familie Pteromalidae. De wetenschappelijke naam is voor het eerst geldig gepubliceerd in 1811 door Spinola.